# Orasema stramineipes
Orasema stramineipes är en stekelart som beskrevs av Cameron 1884. Orasema stramineipes ingår i släktet Orasema och familjen Eucharitidae. Inga underarter finns listade i Catalogue of Life.